# Madeira (navio)
Madeira era uma barcaça de escuna que afundou na costa de Minnesota no Lago Superior em 28 de novembro de 1905. Uma barcaça de escuna é um tipo de navio que funciona como uma barcaça, na medida em que é rebocado por um navio a vapor, mas também tem velas como uma escuna . Esse tipo de navio evoluiu de veleiros de madeira que foram cortados em barcaças e rebocados por navios a vapor de madeira, uma prática que se originou no final da década de 1880 em áreas costeiras. Esse projeto foi usado nos Grandes Lagos para o transporte de grãos, minério de ferro e outros produtos. 

## História
A Madeira foi construída no estaleiro de Chicago da Chicago Shipbuilding Company em 1900, principalmente de chapas de aço pesadas que foram rebitadas juntas, com marcenaria de madeira usada em outros lugares. O navio tinha uma quilha de chapa plana e tinha um formato muito plano e cheio para maximizar a capacidade de carga.  A carreira do navio é quase desconhecida, exceto por alguma notoriedade adquirida quando atingiu o antigo Sault Ste. Marie International Bridge em Sault Ste. Marie, Michigan, em 1902. 

## Viagem final
Em 28 de novembro de 1905, a Madeira, a reboque do navio a vapor William Edenborn, foi atingida por uma tempestade feroz, com ventos de 70 a 80 milhas por hora, soprando neve no convés e provocando grandes ondas. O capitão de William Edenborn temeu a perda de seu navio e tomou a decisão de soltar a Madeira . Alguns especularam na época que a tripulação tentara ancorar e enfrentar a tempestade, mas o local dos destroços revelou mais tarde que as duas âncoras ainda estavam intactas na proa. Cerca de duas horas após o corte, a Madeira colidiu com um penhasco chamado Gold Rock. Um dos tripulantes saltou para a praia com uma linha de segurança e conseguiu levar outros oito homens para a segurança. O primeiro companheiro afundou com o navio. Dois dias depois, o rebocador Edna G resgatou os tripulantes encalhados. 

## Destruido
Em 1955, mergulhadores do clube de mergulho Frigid Frogs, em Duluth, Minnesota, exploraram os destroços pela primeira vez, mas relataram que havia pouco ou nenhum tesouro a bordo. Em 1960, uma empresa de resgate comprou os direitos do navio da Divisão de Navio a Vapor de Pittsburgh da US Steel Corporation. Mergulhadores removeram uma das âncoras e a roda do navio, que foram vendidas para o Posto de Comércio de Split Rock nas proximidades. Em 1974, uma equipe de demolição gastou um esforço significativo na recuperação de aço da Madeira . Atualmente, o navio está quebrado em três seções. O arco está de cabeça para baixo em 12,2 a 15,2 metros de água, e a popa, contendo um grande guincho a vapor e escotilhas abertas, fica no lado de estibordo a 19,8 metros. Uma pequena casa piloto sem teto fica a 22,9 metros. 